# Hippodamia glacialis

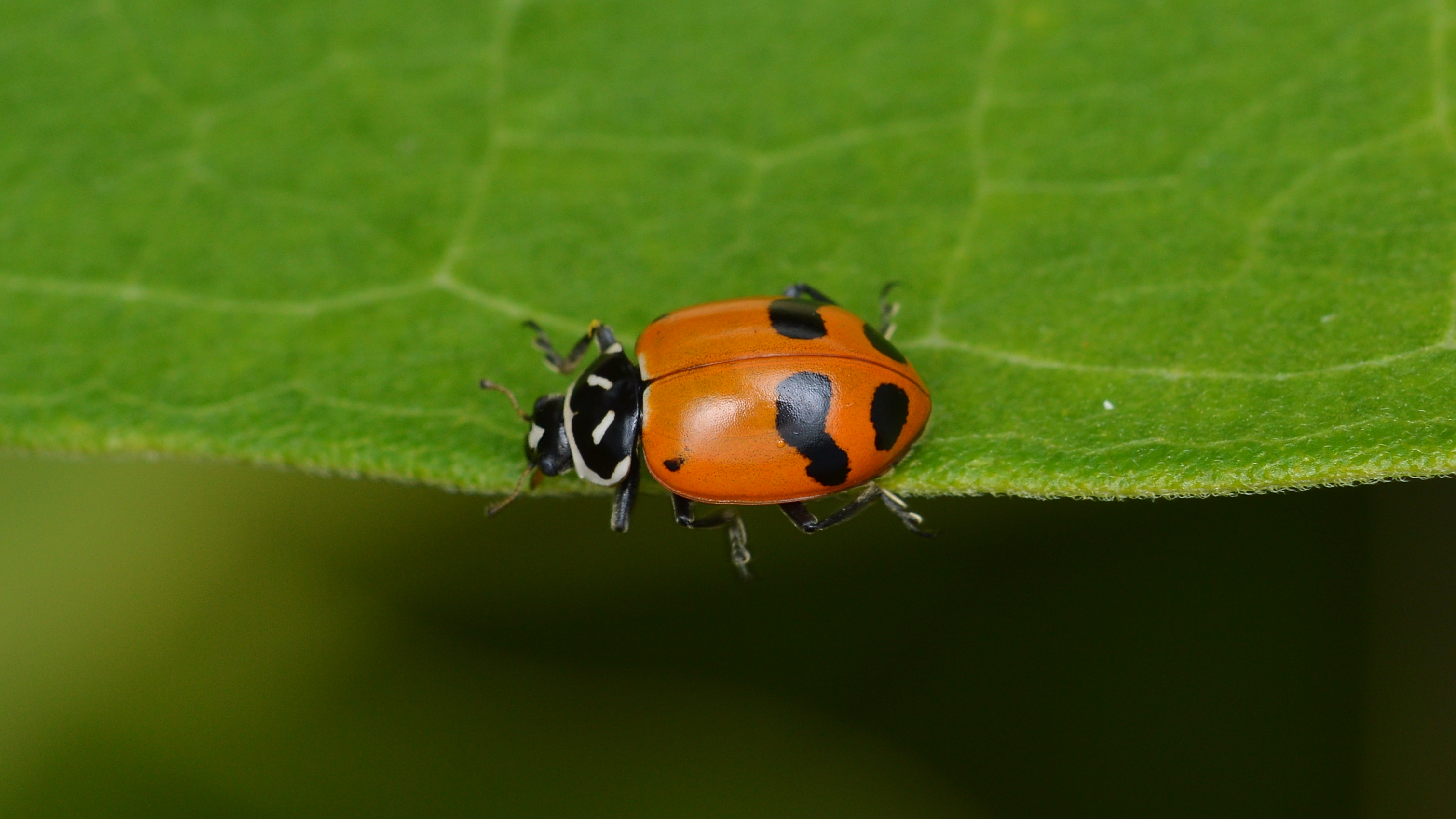
Imago

Hippodamia glacialis – gatunek chrząszcza z rodziny biedronkowatych.

## Taksonomia
Gatunek ten opisany został po raz pierwszy w 1775 roku przez Johana Christiana Fabriciusa pod nazwą Coccinella glacialis. Jako miejsce typowe wskazano „borealną Amerykę”. Do rodzaju Hippodamia gatunek ten przeniósł w 1852 roku Étienne Mulsant. W jego obrębie wyróżnia się współcześnie trzy podgatunki:
- Hippodamia glacialis extensa Mulsant, 1850
- Hippodamia glacialis glacialis Fabricius, 1775
- Hippodamia glacialis lecontei Mulsant, 1850

## Morfologia
Chrząszcz o wydłużonym i lekko przypłaszczonym ciele długości od 5,5 do 8 mm i szerokości od 3 do 5,6 mm. Wymiary osiągane przez podgatunek H. g. glacialis czynią go największym przedstawicielem rodzaju Hippodamia. Przedplecze ma jasne tło, ale czarna łata zajmuje większą jego powierzchnię, pozostawiając jasnymi jego przednią krawędź, kąty przednio-boczne, kąty tylno-boczne, a często też krawędź boczną. Na czarnej łacie może występować para zbieżnych ku tyłowi jasnych, liniowatych plamek, jednak u podgatunku H. g. extensa nie ma ich nigdy, a u H. g. lecontei występować mogą co najwyżej w formie silnie zredukowanej.  Pokrywy są błyszczące. Ich tło jest żółte, pomarańczowe lub czerwone, a na nim zwykle występuje wzór z czarnych plam – tylko część okazów H. g. extensa ma je całkowicie pozbawione plamek. U H. g. glacialis i H. g. lecontei jedynymi kropkami w przedniej połowie pokryw są dwie drobne lub niemal niewidoczne kropki w rejonie barków. U H. g. extensa obecna może być przynasadowa przepaska poprzeczna. W tyle pokryw u pokryw u H. g. glacialis występuje przedwierzchołkowa przepaska poprzeczna oraz para kropek wierzchołkowych, przy czym niekiedy te elementy zlane są ze sobą. U H. g. lecontei wzór w tyle pokryw jest bardzo zmienny, obejmujący różnie rozlane i pozlewane przepaski i kropki. Krawędzie pokryw zawsze mają kolor ich tła. Epimeryty śródtułowia są w całości żółto ubarwione. U H. g. extensa listewka wierzchołkowa śródpiersia jest mocno zredukowana, zaś u pozostałych podgatunków niezmodyfikowana.

## Ekologia i występowanie
Zarówno larwy, jak i imagines są drapieżnikami żerującymi na mszycach (afidofagia).
Owad nearktyczny. Podgatunek nominatywny obejmuje swym zasięgiem południowe skraje Saskatchewan i Manitoby, Dakotę Północną, Dakotę Południową, Minnesotę, Nebraskę, Iowę, Wisconsin, Kolorado, Kansas, Missouri, Illinois, Indianę, Ohio, Kentucky, stan Nowy Jork, Pensylwanię, Vermont, New Hampshire, Massachusetts, Rhode Island, New Jersey, Wirginię Zachodnią, Wirginię, Delaware, Maryland, Oklahomę, Arkansas, Tennessee, Karolinę Północną oraz północne części Missisipi, Alabamy, Georgii i Karoliny Południowej. Podgatunek H. g. lecontei rozmieszczony jest z kolei od Alberty i zachodniego Saskatchewan przez Montanę, Wyoming, Utah i Kolorado po wschodnią Kalifornię, północną Arizonę i północny Nowy Meksyk. Najmniejszy zasięg ma H. g. extensa. Jest on endemitem kalifornijskiego hrabstwa Alameda nad Zatoką San Francisco.